# 528
528 (DXXVIII) fue un año bisiesto comenzado en sábado del calendario juliano, en vigor en aquella fecha.
En el Imperio romano, el año fue nombrado como el del consulado de Sabacio sin colega, o menos comúnmente, como el 1281 Ab urbe condita.

## Acontecimientos
- 13 de febrero: Justiniano I reúne una comisión para codificar todas las leyes del Imperio romano que aún estuviesen en vigor desde la época de Adriano en lo que se convertiría el Corpus Juris Civilis.
- 29 de noviembre: un terremoto de 7,1 sacude la ciudad de Antioquía dejando al menos 4.870 muertos.
- Batalla de Daras: Belisario derrota a los persas.

## Nacimientos
- Gontrán I, rey de Borgoña.